# Skt. Peters vasaller
Skt. Peters vasaller var en lang række fyrster og adelige, som aflagde lensed til paven i løbet af det 11. århundrede (f.eks. Peter 1. af Aragonien og Navarra). Det indebar, at de forpligtede sig til at støtte pavemagten med deres krigsmagt. Fænomenet blev især udbredt under pave Gregor 7., og da hans efterfølger, Urban 2. kaldte til korstog under en tale til Koncilet i Clermont i 1095, dannede disse vasaller kernen i den kristne hærstyrke.
Vasallerne kom især fra de normanniske fyrstendømmer i Syditalien og på Sicilien, fra Spanien, Flandern, Polen og også fra Danmark. Både Svend Estridsen, hans søn, Svend Korsfarer var Skt. Peter-vasaller.

## Note
1. ↑  Jonathan Riley-Smith: The First Crusaders. 1095-1131, 1997 ISBN 9780521646031